# ضدویروس ای‌وی‌جی
ای‌وی‌جی (به انگلیسی: AVG) نام یک سری از محصولات ضد ویروس برای پلاتفرم ویندوز و لینوکس می‌باشد.

## تاریخچه
ای‌وی‌جی توسط شرکت AVG Technologies که یک شرکت خصوصی در کشور جمهوری چک می‌باشد تولید می‌گردد. این شرکت در سال ۱۹۹۱ توسط Jan Gritzbach تأسیس گردیده است. در اوایل سپتامبر ۲۰۰۵ بخش زیادی از این شرکت توسط اینتل خریداری گردید.
این شرکت در اواخر تابستان ۹۳ تحریم خود علیه ایران را برداشت و هم‌اکنون کاربران ایرانی قادر به دانلود از وب سایت رسمی این شرکت هستند.
ضد ویروس AVG تقریباً ۹۷٫۵٪ ویروس‌های شناخته شده را شناسایی و حذف می‌کند (آمارAV-Comparatives). همچنین در این اواخر add-onهایی مانند web tuneup منتشر کرده‌است که قابلیت‌هایی مانند اسکن وب (از ویروس) و بستن تِرَک‌ها و پاک کردن history مرورگر دارد. شما می‌توانید این add-on را از سایت AVG بر روی کروم نصب کنید.
ای‌وی‌جی در سال ۲۰۱۶ توسط کمپانی آوست خریداری شد.